# Georgij Aleksandrovič Ostrogorskij
Georgij Aleksandrovič Ostrogorskij (19. ledna 1902 – 24. října 1976) byl jugoslávský historik a byzantolog ruského původu. Jeho nejznámější literární počin představuje dílo Geschichte des byzantinischen Staates, které bylo vydáno třikrát německy, dvakrát anglicky a přeloženo do dalších deseti jazyků.